# Asterix i Kleopatra
Asterix i Kleopatra (ang. Asterix and Cleopatra, fr. Astérix et Cléopâtre, 1968) – belgijsko-francuski film animowany, opowiadający kolejne przygody dzielnych Gallów – Asteriksa i Obeliksa, ekranizacja komiksu Asteriks i Kleopatra. Tym razem pomagają Kleopatrze wybudować wspaniały pałac. Jest to druga adaptacja filmowa komiksów René Goscinnego i Alberta Uderzo. W Polsce film ten był emitowany na kanałach takich jak TVP2, Polsat i TV Puls.
Scenariusz filmu Asterix i Obelix: Misja Kleopatra (2002) w dużej mierze wzorowano na tej animacji.

## Obsada głosowa[1]
- Roger Carel –
  - Asteriks,
  - cesarski sługa
- Jacques Morel – Obeliks
- Micheline Dax – Kleopatra
- Lucien Raimbourg – Panoramiks
- Pierre Tornade –
  - Numerobis,
  - Abrarakuriks
- Bernard Lavalette –
  - Amonbofis,
  - narrator
- Jacques Balutin – Durneapis
- Jean Parédès – Juliusz Cezar
- Pierre Trabaud – szef transportu kamieni
- Jacques Bodoin –
  - śpiewający poganiacz wielbłądów,
  - lew Kleopatry,
  - niewolnicy
- Maurice Chevit
- Gérard Darrieu
- Pierre Garin
- Olivier Hussenot
- Rodolphe Marcilly
- Joe Noël
- Alfred Personne
- Eddy Rasimi